# Olló

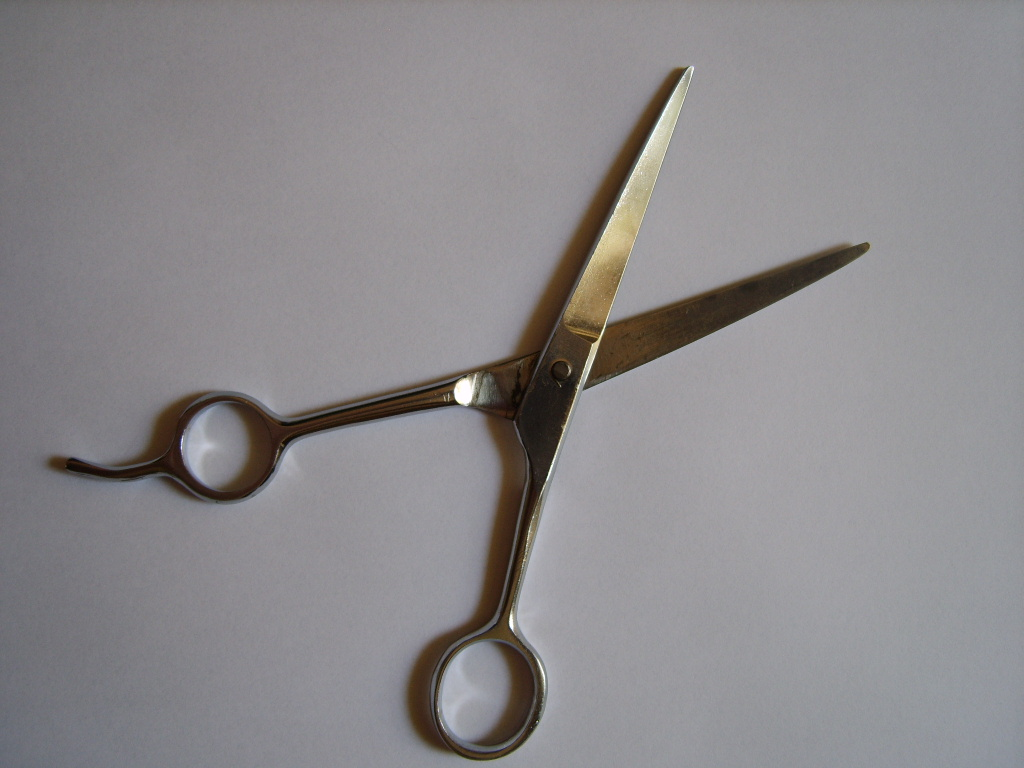
Hajvágó olló

Az olló vágó-, pontosabban nyírószerszám. Két élesre fent acéllemezből áll, oldalanként egy fogóval, amiket szemnek nevezünk. Ezek egy forgatható tengelyen helyezkednek el, és szorosan egymáshoz simulva mozgathatók, így az éleik közé eső tárgyat kettészelik. Bizonyos típusú ollóknál (pl. gyapjúnyíró olló és bizonyos lemezollók) a nyírópofák nem tengelyen fordulva mozognak, és nincs szemük sem. Működésének lényege, hogy a kettévágandó tárgyra közel azonos, de nem megegyező hatásvonal mentén egymással ellentétes irányú erő hat a nyírópofák által. Ezáltal nyírófeszültség (σ) keletkezik, melynek következtében az anyag kettéválik. Ha a hatásvonal megegyezik, nem nyíró-, hanem vágófeszültség (τ) keletkezik: ezt vágásnak nevezzük (ilyen elven működik pl. a harapófogó).
Céljai szerint az ollók nagysága, alakja és elnevezése is változik, van papírvágó, gyapjúnyíró, posztóvágó, szabó-, ólomvágó, kertész-, sebész-, drótvágó stb. olló. A közönséges ollók készítése a késipar egyik ága, de a kis, olcsó ollókat nem kovácsolják, hanem öntik, vagy acélbádogból vágják ki.
Az eddig legrégebbi olló-leletek a bronzkori Mezopotámiából ismeretesek, így a már korábban ismert borotva mellett alapkellékei voltak a klasszikus antikvitás fodrászatának is.